# Leichtathletik-Europameisterschaften 1986/400 m der Frauen

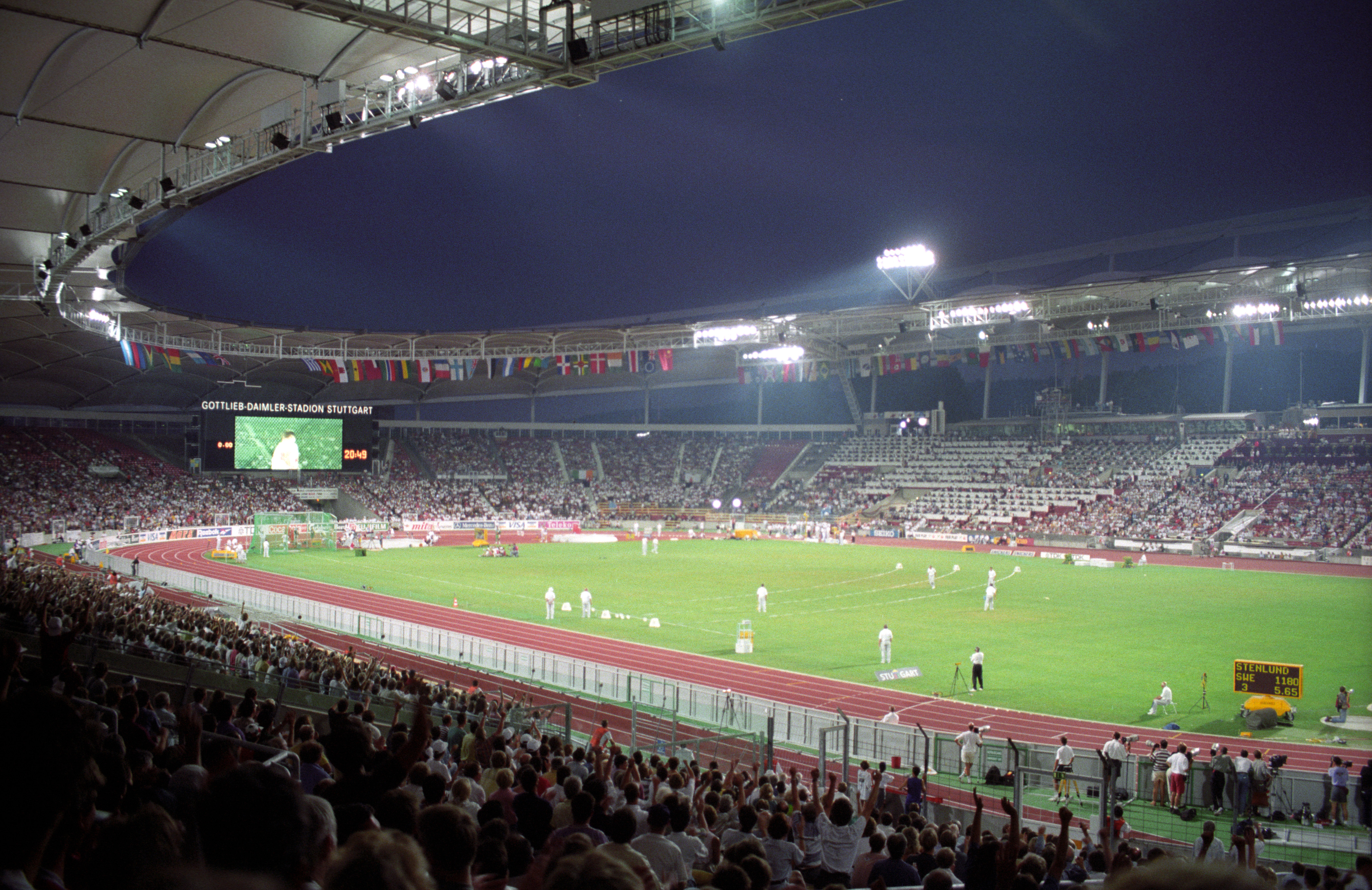
Das Stuttgarter Neckarstadion (heute MHPArena) bei den Leichtathletik-Weltmeisterschaften 1993

Der 400-Meter-Lauf der Frauen bei den Leichtathletik-Europameisterschaften 1986 wurde vom 26. bis 28. August 1986 im Stuttgarter Neckarstadion ausgetragen.
Mit Gold und Bronze errangen die DDR-Läuferinnen in diesem Wettbewerb zwei Medaillen. Ihren dritten EM-Titel in Folge sicherte sich die Olympiasiegerin von 1980, Weltrekordinhaberin und amtierende 200 Meter-Weltmeisterin Marita Koch. Rang zwei belegte Olha Wladykina aus der Sowjetunion. Bronze ging an Petra Müller.

## Bestehende Rekorde
| Weltrekord           | 47,60 s | Marita Koch | Canberra, Australien   | 6. Oktober 1985   |
| Europarekord         | 47,60 s | Marita Koch | Canberra, Australien   | 6. Oktober 1985   |
| Meisterschaftsrekord | 48,16 s | Marita Koch | EM Athen, Griechenland | 8. September 1982 |

Der bestehende EM-Rekord wurde bei diesen Europameisterschaften nicht erreicht. Die schnellste Zeit erzielte Europameisterin Marita Koch aus der DDR im Finale mit 48,22 s, womit sie lediglich sechs Hundertstelsekunden über ihrem eigenen Rekord blieb. Zum ebenfalls von ihr selber gehaltenen Welt- und Europarekord fehlten ihr 62 Hundertstelsekunden.

## Legende
Kurze Übersicht zur Bedeutung der Symbolik – so üblicherweise auch in sonstigen Veröffentlichungen verwendet:
| DSQ | disqualifiziert                |
| DNS | nicht am Start (did not start) |

## Vorrunde
26. August 1986
Die Vorrunde wurde in vier Läufen durchgeführt. Die ersten vier Athletinnen pro Lauf – hellblau unterlegt – sowie die darüber hinaus vier zeitschnellsten Läuferinnen – hellgrün unterlegt – qualifizierten sich für das Halbfinale.

### Vorlauf 1
| Platz | Name            | Nation         | Zeit (s) |
| ----- | --------------- | -------------- | -------- |
| 1     | Marita Koch     | GDR            | 52,34    |
| 2     | Marija Pinigina | Sowjetunion    | 52,43    |
| 3     | Karin Lix       | BR Deutschland | 52,86    |
| 4     | Fabienne Ficher | Frankreich     | 52,91    |
| 5     | Blanca Lacambra | Spanien        | 53,51    |
| 6     | Patricia Walsh  | Irland         | 54,65    |

### Vorlauf 2
| Platz | Name              | Nation         | Zeit (s) |
| ----- | ----------------- | -------------- | -------- |
| 1     | Marzena Wojdecka  | Polen          | 52,79    |
| 2     | Kirsten Emmelmann | DDR            | 52,81    |
| 3     | Olha Wladykina    | Sowjetunion    | 52,92    |
| 4     | Gisela Kinzel     | BR Deutschland | 53,02    |
| 5     | Cosetta Campana   | Italien        | 53,30    |
| 6     | Anne Gundersen    | Norwegen       | 54,35    |

### Vorlauf 3
| Platz | Name             | Nation           | Zeit (s) |
| ----- | ---------------- | ---------------- | -------- |
| 1     | Olga Nasarowa    | Sowjetunion      | 52,26    |
| 2     | Petra Müller     | DDR              | 52,36    |
| 3     | Taťána Kocembová | Tschechoslowakei | 52,39    |
| 4     | Ute Thimm        | BR Deutschland   | 52,39    |
| 5     | Helen Barnett    | Großbritannien   | 52,46    |
| 6     | Erica Rossi      | Italien          | 53,31    |

## Halbfinale
27. August 1986, 21:20 Uhr
In den beiden Halbfinalläufen qualifizierten sich die jeweils ersten vier Athletinnen – hellblau unterlegt – für das Finale.

### Lauf 1
| Platz | Name              | Nation         | Zeit (s) |
| ----- | ----------------- | -------------- | -------- |
| 1     | Petra Müller      | DDR            | 49,84    |
| 2     | Olha Wladykina    | Sowjetunion    | 50,23    |
| 3     | Kirsten Emmelmann | DDR            | 50,79    |
| 4     | Ute Thimm         | BR Deutschland | 51,60    |
| 5     | Olga Nasarowa     | Sowjetunion    | 52,11    |
| 6     | Marzena Wojdecka  | Polen          | 53,26    |
| 7     | Cosetta Campana   | Italien        | 53,89    |
| 8     | Anne Gundersen    | Norwegen       | 53,98    |

### Lauf 2
| Platz | Name             | Nation           | Zeit (s) |
| ----- | ---------------- | ---------------- | -------- |
| 1     | Marita Koch      | GDR              | 50,74    |
| 2     | Taťána Kocembová | Tschechoslowakei | 51,91    |
| 3     | Fabienne Ficher  | Frankreich       | 52,14    |
| 4     | Karin Lix        | BR Deutschland   | 52,46    |
| 5     | Helen Barnett    | Großbritannien   | 52,47    |
| 6     | Erica Rossi      | Italien          | 53,22    |
| DSQ   | Gisela Kinzel    | BR Deutschland   |          |
| DNS   | Marija Pinigina  | Sowjetunion      |          |

## Finale

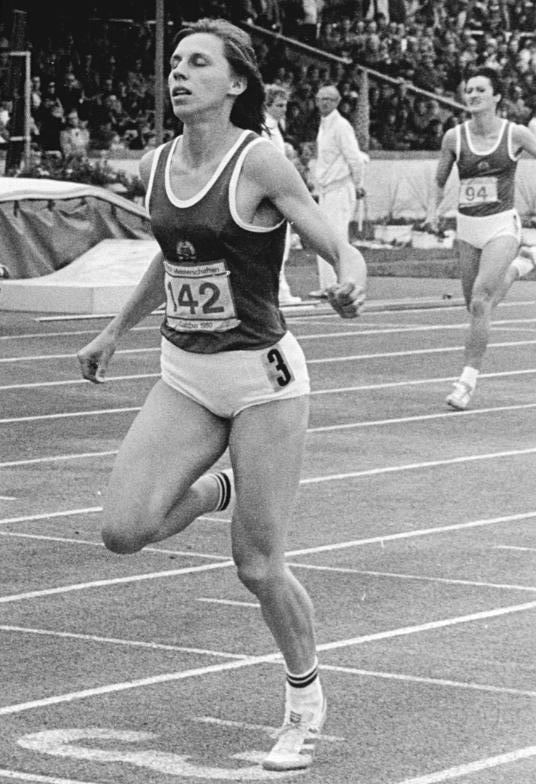
Die Weltrekordinhaberin Marita Koch wurde zum dritten Mal in Folge Europameisterin – sie errang eine Vielzahl von Titeln bei großen internationalen Wettbewerben

28. August 1986, 18:40 Uhr
| Platz | Name              | Nation           | Zeit (s) |
| ----- | ----------------- | ---------------- | -------- |
| 1     | Marita Koch       | GDR              | 48,22    |
| 2     | Olha Wladykina    | Sowjetunion      | 49,67    |
| 3     | Petra Müller      | DDR              | 49,88    |
| 4     | Kirsten Emmelmann | DDR              | 50,43    |
| 5     | Ute Thimm         | BR Deutschland   | 51,15    |
| 6     | Taťána Kocembová  | Tschechoslowakei | 51,50    |
| 7     | Fabienne Ficher   | Frankreich       | 51,91    |
| 8     | Karin Lix         | BR Deutschland   | 52,89    |

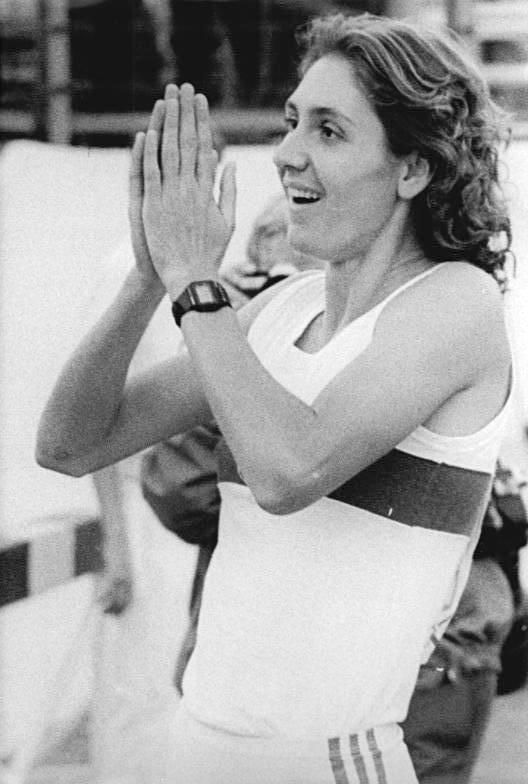
Bronzemedaillengewinnerin Petra Müller – 1990 errang sie EM-Silber, mit der DDR-Staffel wurde sie hier und 1990 Europameisterin, 1987 Weltmeisterin
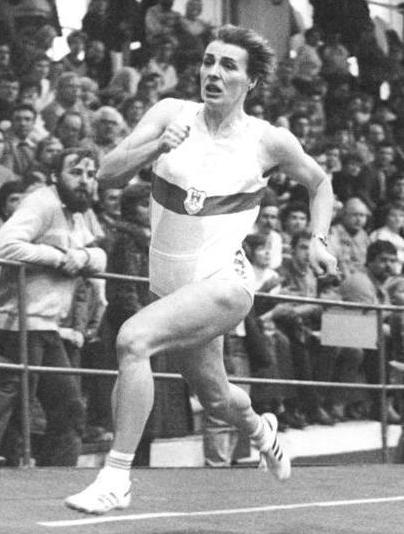
Kirsten Emmelmann erreichte Platz vier – 1987 wurde sie WM-Dritte, sie errang mit der DDR-Staffel weitere Medaillen und Titel bei Welt- und Europameisterschaften
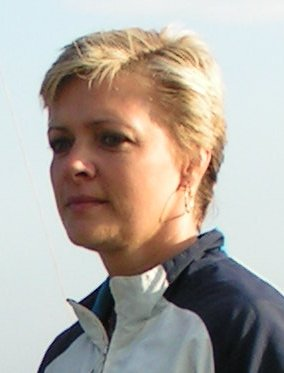
Die EM-Bronzemedaillengewinnerin von 1982 Taťána Kocembová belegte Rang sechs

## Videolink
- 1986 European 400m women, veröffentlicht am 28. Juni 2008 auf youtube.com (englisch), abgerufen am 5. September 2019